# Свичкова на сметане

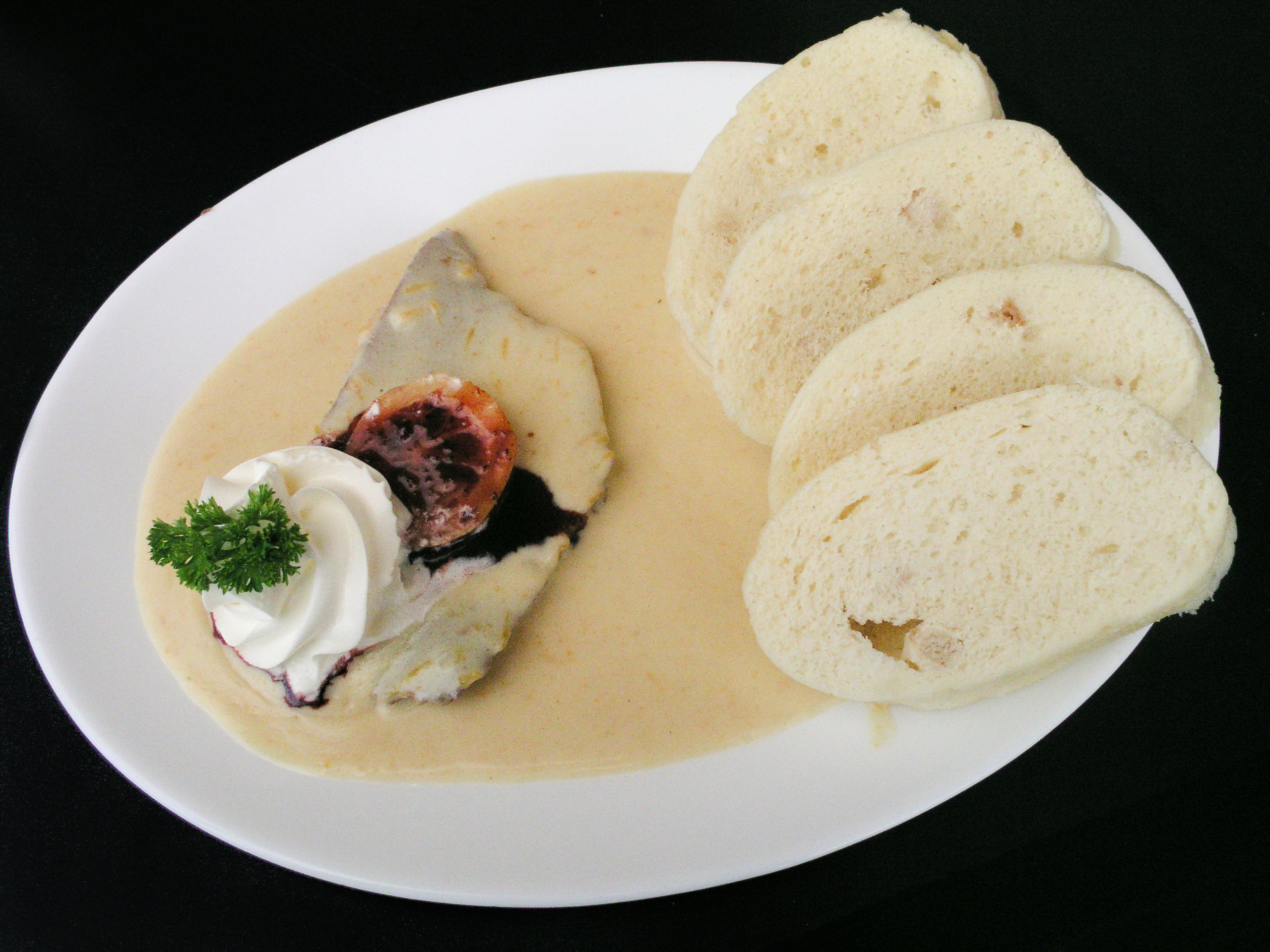
Свичкова на сметане

Свичкова на сметане (филе на сливках, чеш. Svíčková na smetaně) — традиционное блюдо чешской кухни и настоящая гастрономическая достопримечательность Чехии. По сути, это говяжье жаркое из филе в особом соусе. «Свичкова» — название филе или вырезки в чешском языке, это мясо из задней части туши крупного рогатого скота. По наиболее распространённой версии такое название происходит от формы мяса (мышцы), напоминающей свечу. Другая версия связывает «свичкова» с традицией пиршества при свечах, которое мясники были обязаны устраивать ученикам один раз в год

## Рецепт
Нарезанное пластинками мясо тушат в небольшом количестве воды, нередко его предварительно маринуют и немного обжаривают. Доготавливают в соусе. В состав соуса входят пассерованные овощи, бульон, специи, мука, лимон без кожуры, горчица, сахар, сливки. Соус должен быть однородным, поэтому его протирают через сито или взбивают в блендере (миксером).
Свичкову на сметане подают с хлебом, кнедликами или картофелем, который может быть жареным или в виде пюре, а также клюквенным, брусничным вареньем и взбитыми сливками.
В Чехии существует множество вариантов этого традиционного рецепта, которые, в основном, слегка меняют вкус соусов.